# Повторність злочинів
Повторність злочинів — це вчинення двох або більше злочинів, передбачених тією самою статтею або частиною статті Особливої частини Кримінального кодексу України (ч. 1 ст. 32 КК). У частині 3 цієї ж статті законодавець визнає повторним вчинення двох або більше злочинів і у випадках, передбачених різними статтями, коли це прямо встановлено в Особливій частині КК. Повторність злочинів, як випливає із цих статей КК, припускає наявність таких ознак:
1. особою (групою осіб) вчинено два або більше самостійних одиничних злочинів, що можуть мати різний характер (наприклад, крадіжка і шахрайство);
2. одиничні злочини, що утворюють повторність, вчиняються неодночасно, тобто віддалені один від одного певним проміжком часу. Наприклад, першою вчиняється крадіжка, потім, наприклад, шахрайство або послідовно дві крадіжки і т. ін.;
3. для повторності, на відміну від рецидиву, не має значення була або не була особа засуджена за раніше вчинений нею злочин;
4. повторність виключається, якщо за раніше вчинений злочин особа була звільнена від кримінальної відповідальності, закінчилися строки давності або на цей злочин поширилася амністія чи за нього була погашена або знята судимість.

## Види повторності злочинів
У науці кримінального права визначаються два види повторності:
1. загальна повторність, у законі вона зазначена як одна із обставин, що обтяжують покарання (п. 1 ст. 67 КК);
2. спеціальна повторність, яка передбачена у відповідних статтях Особливої частини КК як така, що надає складу злочину кваліфікованого виду (наприклад, одержання хабара повторно - ч. 2 ст. 368 КК).

Загальна повторність має місце за наявності двох умов:
• вчинення злочину повторно;
• така повторність не передбачена в жодній статті Особливої частини Кодексу, тому не впливає на кваліфікацію вчинених особою кількох злочинів, але враховується судом при призначенні покарання у межах санкції відповідної статті або частини статті.
Спеціальна повторність означає вчинення двох або більше злочинів в одному випадку лише тотожних, передбачених однією і тією ж статтею або частиною статті Особливої частини кодексу (ч. 1 ст. 32 КК), а в другому - однорідних злочинів, передбачених різними статтями кодексу, але лише у випадках, якщо повторність передбачена в таких статтях Особливої частини Кримінального кодексу (ч. 3 ст. 32 КК).
Повторність тотожних злочинів - це вчинення двох або більше злочинів одного й того самого виду при єдності об'єкта та об'єктивної сторони. Повторність тотожних злочинів згадується у багатьох статтях Особливої частини КК.
Повторністю однорідних злочинів прийнято вважати вчинення двох або більше злочинів, які пов'язані однаковими або подібними об'єктами, вчиняються у межах однієї й тієї самої форми вини. Наприклад, згідно з приміткою до ст. 185 КК, викрадання майна визнається повторним не лише тоді, коли раніше було вчинене тотожне викрадання майна, а й тоді, коли йому передувало будь-яке однорідне розкрадання майна.